# Huberbuam

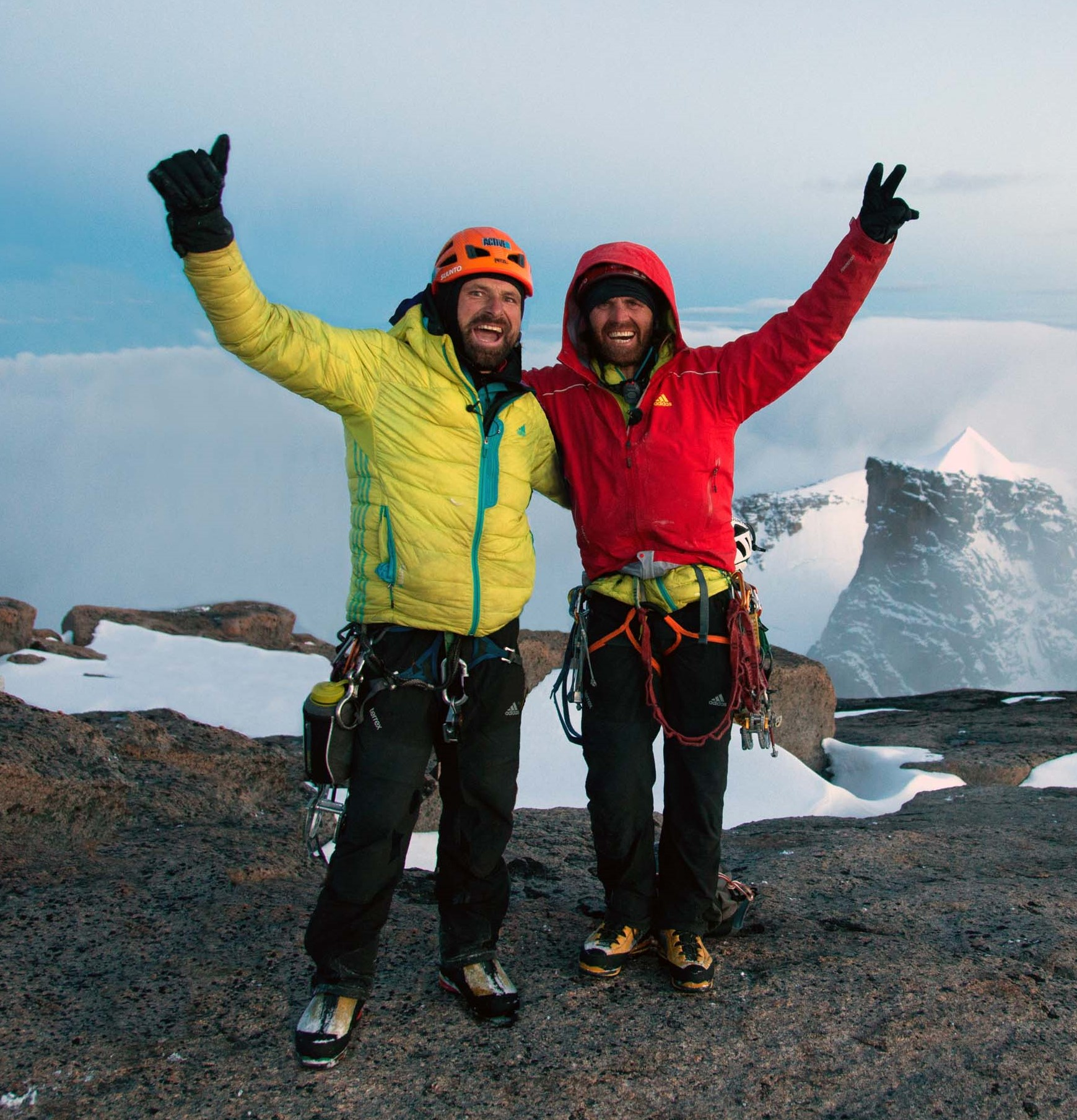
Die Huberbuam (Alexander links, Thomas rechts) am 9. August 2012 am Mount Asgard

Als die Huberbuam (bairisch, ‚Huberbuben‘) werden die Brüder und Profi-Bergsteiger Thomas (* 1966) und Alexander Huber (* 1968) bezeichnet.

## Gemeinsame Erfolge (Auszug)
- 1997: Erstbegehung der Westwand des Latok II (7108 m) im Karakorum zusammen mit Conrad Anker und Toni Gutsch.
- 1998: Erste freie Begehung der Route El Niño (Schwierigkeitsgrad 5.13b) am El Capitan und Rotpunktbegehung von Freerider.
- 2000: Erstbegehung einer neuen Freikletterroute Golden Gate am El Capitan.
- 2004: Schnellste Durchsteigung der El-Capitan-Route Zodiac in 1:52 Std.
- 2007: Schnellste Durchsteigung der El-Capitan-Route The Nose in 2:45:45 Std.
- 2008: Erstbesteigung der Westwand des Holtanna zusammen mit Stephan Siegrist.
- 2009: Erste Rotpunktbegehung der „Eternal Flame“ (5.13a) am Trango Tower zusammen mit Franz Hinterbrandner und Mario Walder.

## Filme
- Klettern am Limit. Die Huberbuam, 2005
- Am Limit, 2007
- Die Huberbuam, ZDF-Fernsehreportage, 2011
- 100 Jahre Huberbuam – „Bluat is dicker ois Wossa“, ServusTV, 2017

## Ehrungen
- 2023: Bayerischer Sportpreis – Persönlicher Preis des Bayerischen Ministerpräsidenten[1]